# Давиденко Даніїл Олегович
Даніїл Олегович Давиденко (нар. 26 березня 2000, Київ, Україна) — український футболіст, лівий захисник.

## Життєпис
Народився в Києві. У юнацькому чемпіонаті Київської області та ДЮФЛУ виступав за «Локомотив» (Київ), «Динамо» (Київ) та Олімпійський фаховий коледж імені Івана Піддубного. Під час зимової перерви сезону 2017/18 років перебрався в столичний «Арсенал», де спочатку виступав за юнацьку команду. У другій половині сезону 2018/19 років дебютував за «молодіжну» команду «Арсеналу». Наступного сезону виступав за молодіжну команду чернігівської «Десни».
Наприкінці червня 2021 року підписав контракт з «Рубіконом». У футболці столичного клубу дебютував 26 липня 2021 року в програному (0:1) домашньому поєдинку 1-го туру групи «А» Другої ліги України проти вишгородського «Діназу». Даніїл вийшов на поле в стартовому складі, а на 75-й хвилині його замінив Вадим Шутенко. З середини лютого до кінця червня 2021 року перебував в оренді в «Олімпіку», але грав виключно за молодіжну команду донеччан. 13 лютого 2021 року вперше потрапив до заявки на матч Прем'єр-ліги України проти київського «Динамо» (3:1 на користь «Динамо»), але просидів усі 90 хвилин на лаві запасних. Загалом двічі потрапляв до заявки на матч Прем'єр-ліги, але в жодному з них так і не зіграв. На початку липня 2021 року повернувся до «Рубікона». Загалом у футболці столичного клубу провів 23 матчі в Другій лізі України та 1 поєдинок у кубку України.